# Moon Hyung-jin
Moon Hyung-jin (* 26. September 1979 in Tarrytown, New York) ist der siebte und jüngste  Sohn von Sun Myung Moon und Han Hak-ja. Er war Präsident der Vereinigungskirche, hat aber inzwischen seine eigene religiöse Bewegung World Peace Sanctuary (auch bekannt als Sanctuary Church of Newfoundland, PA oder neuerdings auch Rod of Iron Ministries) gegründet.

## Lebenslauf
Moon studierte Philosophie und Religionswissenschaften an der Harvard University und der Harvard Divinity School. Er befasste sich dabei unter anderem auch mit dem Tibetischen Buddhismus.
Von April 2008 bis März 2015 war Moon der internationale Präsident der Family Federation for World Peace.
Moon gilt als wichtige Person bei der Vermittlung zwischen Nord- und Südkorea. Im Dezember 2011 reiste er zweimal nach Nordkorea: für einen Besuch der Heimatstädte seiner Eltern und relevanter Orte für die Vereinigungskirche sowie für die Teilnahme an der Trauerfeier für Kim Jong-il, an der er im Namen seines Vaters teilnahm. Im September 2012 wurde Moon nach Pjöngjang eingeladen, um Beileidsbekundungen für seinen verstorbenen Vater entgegenzunehmen. Im Rahmen dessen verlieh Kim Jong-uns Onkel Chang Sung-taek Moon Hyung-jin und seinem Vater den „Nationalen Wiedervereinigungspreis“.
Moon lebt in Pennsylvania, USA. Er ist mit Lee Yeon-an verheiratet und hat 5 Kinder.